# Costituzione dell'Iran
La Costituzione dell'Iran (in persiano: قانون اساسی جمهوری اسلامی ایران, Qanun-e Asasi-ye Jomhuri-ye Eslâmi-ye Iran) è la legge fondamentale dell'Iran, in vigore dal dicembre 1979.

## Descrizione
Entrata in vigore a seguito della rivoluzione iraniana del 1979 e definita un incrocio tra una teocrazia e una democrazia, essa è composta di 177 articoli (175 prima dell'emendamento del 1989, che soppresse la carica di primo ministro) raccolti in 14 capitoli:
- Preambolo
- Capitolo I - Principi generali (artt. 1 - 14)
- Capitolo II - La lingua, la scrittura, il calendario e la bandiera dell'Iran (artt. 15 - 18)
- Capitolo III - I diritti del popolo (artt. 19 - 42)
- Capitolo IV - Economia e finanza (artt. 43 - 55)
- Capitolo V - Il diritto della sovranità nazionale e i poteri derivanti (artt. 56 - 61)
- Capitolo VI - Il potere legislativo (artt. 62 - 99)
- Capitolo VII - I Consigli (artt. 100 - 106)
- Capitolo VIII - Il capo e la guida dei Consigli (artt. 107 - 112)
- Capitolo IX - Il potere esecutivo (artt. 113 - 151)
- Capitolo X - Affari esteri (artt. 152 - 155)
- Capitolo XI - Potere giudiziario (artt. 156 - 174)
- Capitolo XII - Radio e televisione (art. 175)
- Capitolo XIII - Consiglio supremo per la Sicurezza nazionale (art. 176)
- Capitolo XIV - Revisione della Costituzione (art. 177)

### Analisi
L'art. 38 vieta la tortura, sebbene siano frequenti video di oppositori al regime che vengono fatti confessare e abiurare in diretta televisiva. I funzionari ricorrerebbero al Ta'zir e alle frustrate su chi è sospettato di mentire, per aggirare il divieto costituzionale, sebbene le autorità iraniane abbiano risposto che tali metodi siano previsti dalla Shari'a e comminati da magistrati in maniera regolare con processo.
L'art. 146 vieta la presenza di basi militari straniere su suolo iraniano.
Non possono essere soggetti di eventuali revisioni costituzionali gli articoli che indicano la natura islamica dello Stato, come specificato alla fine dell'art. 177.